# Komplementrendszer
A komplement rendszer (Jules Bordet, 1890) az immunitásban részt vevő specifikus fehérjék által reprezentált, hatásmechanizmusát tekintve kaszkádrendszer, illetve az ehhez kapcsolódó sajátos immunológiai működés összefoglaló neve.
Az immunrendszer ezen klasszikus funkcionális elemének mélyreható vizsgálatára és relatíve részletes kidolgozására az 1940–es évek közepére került sor, amikor a komplement C1, C2, C3 és C4 elemek szerepét sikerült tisztázni. Két évtizeddel később a rendszer komponenseinek több szereplőjét morfológiailag és kémiailag is leírták. Ekkor már világos volt, hogy ezek nagy része proteáz. A témával akkoriban foglalkozó tudósokat meglepte, hogy a szérum milyen magas koncentrációban tartalmazza a komponenseket. A működési mechanizmus egyik elméletét Manfred Mayer és mts–ai dolgozták ki, és másokhoz hasonlóan hosszú ideig jelentéktelen alkotórésznek tekintették a szérum ezen frakcióját és a vele kapcsolatos további kutatások egy ideig elmaradtak. Ez a nézet nem sokkal később megdőlt és kiderült, mennyire alapvető szerepet tölt be a komplement rendszer az immunfolyamatokban. Az ezt követő években intenzívebb kutatások eredményeképpen feltárult több komponensnek is a mikrostruktúrája. Ilyen módon például kiderült, hogy a C1–es egység három további alegységből tevődik össze, továbbá, hogy a C3–as domén 6 további aldoménből áll: a C3–as alegység maga, illetve azon öt tagból, amelyet ma már az ún. MAC (membrane attack complex / membránkárosító komplex) komplexként tartanak számon (C5, C6, C7, C8, C9). További eredmény volt, hogy rájöttek, a komplement aktiváció alternatív útvonala magában foglalja a korábban még nem ismert C2– és C1–szerű elemeket is, illetve Pillemer és mts–ai leírták a properdint, mint ezen útvonalban részt vevő fontos elemet. Világos volt, hogy a komplement rendszer alapjában véve nagyban különbözik a hagyományos enzimkaszkád rendszerektől.

## Biológiai funkciói
A komplement funkciói elkülöníthetőek a MAC körébe tartozó reakciókra, illetve a rendszer hatásmechanizmusát jellemző, ezt megelőző lépésekre. A MAC komplex által kiváltott biológiai funkciók a vérplazma effektor rendszerei közt egyedülállónak számítanak. A MAC–nak a membránon történő összeszerelődésének célja egy rés létrehozása a membránfelületen, összekapcsolva egy csatornaképzéssel a membránon át. Ezen folyamat részletei sokáig ismeretlenek voltak, ugyanakkor még ma sem teljesen tisztázott minden részlet. Erythrocyták esetén a MAP létrejötte tehát egy lítikus folyamatot jelent.

## A komplement aktiváció három útvonala
Ezek az ún. klasszikus–, a lektin– és az alternatív útvonal, melyek mindegyike a C5 alegység, végső soron a MAC létrejöttét aktiválja.  A C5 domén dinamikájában mutatkoznak eltérések, ugyanakkor a MAC szintézise lényegében mindhárom esetén hasonló.

### Klasszikus útvonal
Ezen útvonal főleg immunkomplexek (IgG, IgM) által indukált, melynek katalíziséhez nagyban hozzájárulnak az C1, C2, C3, C4 komplexek és mindenekelőtt Ca2+ és Mg2+ ionok. A reakció irányát a következő képlet szemlélteti:
{\displaystyle C1q\rightarrow C1r\rightarrow C1s\rightarrow C4\rightarrow C2\rightarrow C3\rightarrow C5\rightarrow C7\rightarrow C8\rightarrow C9}

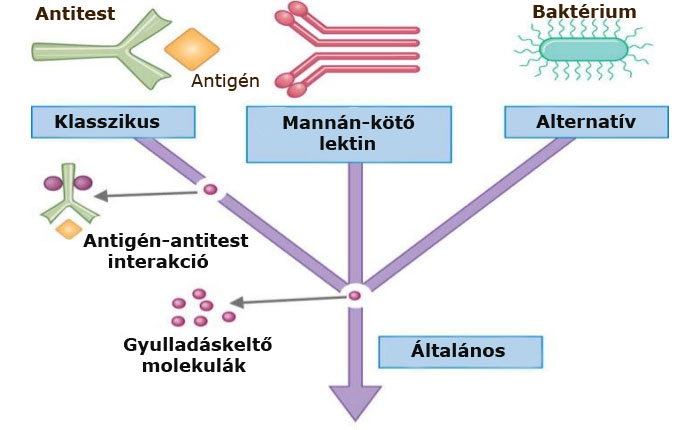
A komplementrendszer útvonalainak jellemzői

Az immunglobulinok közül az IgG1, IgG2 és IgG3 igen reakcióképes és erősen aktiválja a reakció létrejöttét, az IgG4 kevésbé. A C1 a legelső komplement elem, amely részt vesz a klasszikus útvonalban. Ez a C1q, C1r és C1s doménekből áll. A C1q–nek az Ag–Ab komplexhez való kötődése a C1r ún. autokatalíziséhez vezet. A C1r megváltozott struktúrájának köszönhetően reakcióba lép a C1s doménnel, mely ilyen módon a C4 és C2 alegységekkel hoz létre kapcsolatot. Az aktivált C1s enzimatikusan kötődik a C4–hez a C4a és C4b–n keresztül. A C4b a membránhoz kapcsolódik, míg a C4a biológiailag aktív peptidként funkcionál a reakcióközegben. A C2a eközben a C4b–vel alkot komplexet, amíg C2b leválik a kötésből. A C4b2 egységet mint C3 konvertáz tartják számon. A C3 konvertáz Mg2+ ion katalízise mellett a C3a– és C3b–hez köt. A C3b a membránhoz kapcsolódik és a C42a3b nagy egységet képezik a C3a ezalatt a reakció mikrokörnyezetében tartózkodik. Az említett nagyobb alegységnek a neve a C5 konvertáz, amely a C5a és C5b doméneken keresztül a C5–öt kapcsolja magához. Valójában a C5b az, amely a MAC létrejöttéért felel. A C1qrs komplex nagy affinitást mutat számos retrovírushoz, mycoplasmához vagy aggregált IgG molekulákhoz történő kötéséhez, mely voltaképp egyik iniciálója a klasszikus útvonalnak.

### Alternatív útvonal
Ez az immunreakció onnan kapta nevét, hogy a C1, C2, C4 komponenseket, valamint az antigén–antitest komplex létrejöttét mellőzi. A reakciósor a szérumban a C3 spontán aktivációjával indul a B, D faktorok és Mg2+ ion katalizátorok mellett. A C3b–szerű molekulák a natív C3 lassú hidrolízisével keletkeznek. A C3i a B–faktorral kapcsolódik, mely utóbbit a D–faktor hasítja aktív résztvevőjévé a folyamatnak. Mindezek eredményeképp keletkezik a C3iBb. Ez indukálja a  natív C3–ból a C3a és C3b kialakulását. A C3b a B–faktorral lép reakcióba, végső termékként generálódik az ún. C3–konvertáz.
A C3b életideje igen rövid, és amennyiben immunológiai folyamat nem zajlik (patogének jelenléte), inaktív marad. Ilyen indukáló komponensek hiányában rövid idő alatt az RBC–hez kapcsolódik, miközben a DAF (decay accelerating factor) megakadályozza a B–faktor kötődését és aktivációját. Mindemellett más szérum faktorok – mint a H–faktor – képesek eliminálni a B–faktort a reakcióközegből. A C3b – miután a H–faktorral interakcióba lépett, nagyobb affinitást mutat az I–faktor irányába, amely azután azt több kisebb doménre hasítja szét (iC3b, C3d, C3e). A C3–konvertáz, amely a klasszikus útvonal jellemző komponense, szintén a DAF és a CR1 által szabályzott.

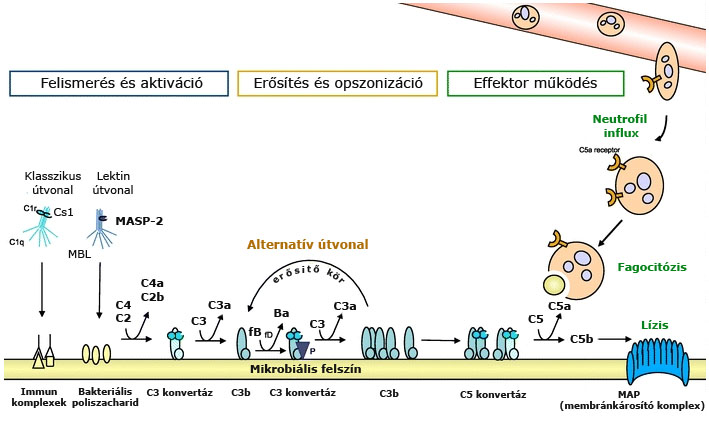
A komplementrendszer elvi működésének sematikus ábrája, mely annak részállomásait mutatja be (Forrás: Journal of molecular medicine, 2010 – Laarman, Milder, Strijp, Rooijakkers)

Számos baktérium – vagy anyagcseretermékük, mint a peptidoglükán és több poliszacharid, képes a C3b stabilizálására. Ilyen esetben a C3b viszonylag ellenállóvá válik az I–faktorral szemben. Más anyagok, mint például a properdin, tovább képesek állandósítani a létrejött struktúrát. Gyakran innen elnevezve, az alternatív útvonalat properdin útvonalnak is hívják. A stabilizálódott C3–konvertáz további C3 hasításában vesz részt, és a C5–konvertázt képezi (C3bBb3b), amely utóbbi a C5–öt C5a-ra és C5b-re bontja. A C5b mint a MAC létrejöttében ismert indukciós faktor. Mindezeket figyelembe véve az alternatív útvonal a fertőzésekkel szembeni nem–specifikus rezisztencia meglétéért felelős, olyan módon, hogy antitest nem vesz részt a mechanizmusban, ezzel az első védelmi vonalat képezi az immunitásban számos fertőző ágenssel szemben.
Több mikrobiotikus komponens, amely az alternatív komplement kaszkád útvonalat aktiválni képes, immunspecifikus anyagokat tartalmaz, mint: lipopoliszacharidok (Gram-negatív baktériumok membránja, Neisseria sp.), Gram–pozitív baktérium sejtfal anyagok, gombák és élesztők sejtfal alkotói (mint pl. zimozan). Megemlíthetjük továbbá az aggregálódott IgA globulinokat, ill. a CVF–et (cobra venom factor), proteázokat, amelyek erős indukáló komponensei ennek az útvonalnak.

### Lektin–útvonal
A C4 aktiváció antitestek kihagyásával, valamint a C1 komponens közreműködése nélkül is létrejöhet, mégpedig a lektin–útvonalon. Három fehérje is generálhatja ezt az útvonalat, jellemzően az MBL (mannane binding lectin / mannán kötő lektin), ill. két hasonló lektin–proteáz (MASP, MASP–2), amelyek normál esetben jelen vannak a szérumban. Az MBL több típusú mannóz származékkal is kapcsolatba kerülhet baktériumoknál, melynek következtében mind a MASP–al, mint a MASP–2–vel reagálhat. Az MBL–MASP–MASP–2 komplex gyakorlatilag hasonló az Ab–qrs komplexhez (a klasszikus útvonalban) és a C4, C2, C3. A folyamat további lépései effektíve ugyanazok, mint a klasszikus útvonal esetében.
| Komplement | Biológiai aktivitás | Hatása                                 |
| ---------- | --- | -------------------------------------- |
| C2b        | Testfolyadékok akkumulációja | Ödéma                                  |
| C3a, C4a   | Basophyil granulocyták degranulációja, vaszkuláris áteresztőképesség növelése, simaizom kontrakció kiváltása                                                                   | Immunoreguláció                        |
| C3b        | Opszonizáció, fagocyták aktivációja | Fagocitózis                            |
| C4b        | Opszonizáció | Fagocitózis                            |
| C5a        | Basophyil granulocyták, vaszkuláris áteresztőképesség növelése, kemotaxis, neutrofil granulociták aggregációja, oxidatív metabolizmus stimulációja, helper-T-sejtek indukálása | Gyulladás, anafilaxia, immunoreguláció |
| C5b67      | Kemotaxis, sejtmembránokhoz történő kapcsolódás | Gyulladás, környező sejtek lízise      |

## Az aktiváció szabályzása
A C1 struktúra, mint inhibitor (másképp szerpin) voltaképp a C3b szintézisét gátolja, azáltal, hogy funkcionálisan ellensúlyozza a Cq1rs működését. Ez utóbb említett a C3 konvertáz kialakulását gátolja (C4b2b). A C3b szintézisét azáltal gátolja a H–protein, hogy a B–faktor kötését megakadályozza a membrán–kötött C3b–hez. Ez gyakorlatilag nem teszi lehetővé a B domén hasadását Bb–re, vagyis a C3–konvertáz szintézisét. A már korábban is leírt I–faktor mindenekelőtt a C3b felépülését szünteti meg, olyan módon, hogy a C3b–t inaktív aldoménekké hasítja.
A folyamatban részt vevő szabályzó fehérjék elősegítik vagy gátolják a komplement mechanizmust, ezáltal megóvják az adott sejteket a lízistől. A C5b67 voltaképp bármely membránelemhez (sejthez) képes kötődni, hogy annak lebomlását iniciálja. Ilyen hatások kivédésére vagy a spontán kötődés megelőzésére a szervezet egy specifikus struktúrát használ – mégpedig a vitronektint, amely az említett enzimhez kötődik és blokkolja a célmechanizmust.

### Az aktiváció jelentősége
A MAC, amely a célsejt lízisét előidézi, illetve a mechanizmusban részt vesz, a környező sejteket szintén lebonthatja. A Gram–pozitív baktériumok, amelyek vastag peptidoglükán faluk révén védettek, kapszulával ellátott baktériumok vagy bizonyos stádiumban lévő vírusok kevésbé affinitívak a lízisre. A komplement rendszer többek közt alapvető szerepet játszik abban, hogy a létrejött antigén–antitest komplexeket eltávolítsa a szervezetből. Az RBC–k felületén C3b receptorok foglalnak helyet, amelyek a komplement struktúrákkal ellátott immunkomplexeket a máj Kupffer-sejtjeibe szállítják. A klasszikus komplement útvonal tehát úgy tűnik esszenciális fontosságú az immunstruktúrák lebontásában vagy ennek a folyamatnak a katalizálásában. Számos vírus esetében figyelhető meg, hogy semlegesítésük a komplement rendszer neutralizáló mechanizmusa által történik. Tudvalevően a C2a képes átalakulni C2 kininné, amely a vérnyomás szabályzásban vesz részt, azáltal hogy az ereket dilatálja. Ezek nagyban hozzájárulnak többek közt a II–es típusú cukorbetegség, illetve a haemolitikus anaemia kialakulásához (szérumbetegség, Arthus reakció).

### Kapcsolódó idegen nyelvű irodalom
- Holland, M.Claire H. (2002). „The complement system in teleosts”. Fish & Shellfish Immunology 12 (5), 399–420. o, Kiadó: Elsevier BV. DOI:10.1006/fsim.2001.0408. ISSN 1050-4648.
- https://web.archive.org/web/20151123011446/http://jeeves.mmg.uci.edu/immunology/CoreNotes/Chap05.pdf
- Role of the Classical Pathway of Complement Activation in   Experimentally Induced Polymicrobial Peritonitis
  - Rutkowski, M. J. (2010. szeptember 24.). „Cancer and the Complement Cascade”. Molecular Cancer Research 8 (11), 1453–1465. o, Kiadó: American Association for Cancer Research (AACR). DOI:10.1158/1541-7786.mcr-10-0225. ISSN 1541-7786.